# Polyneikes

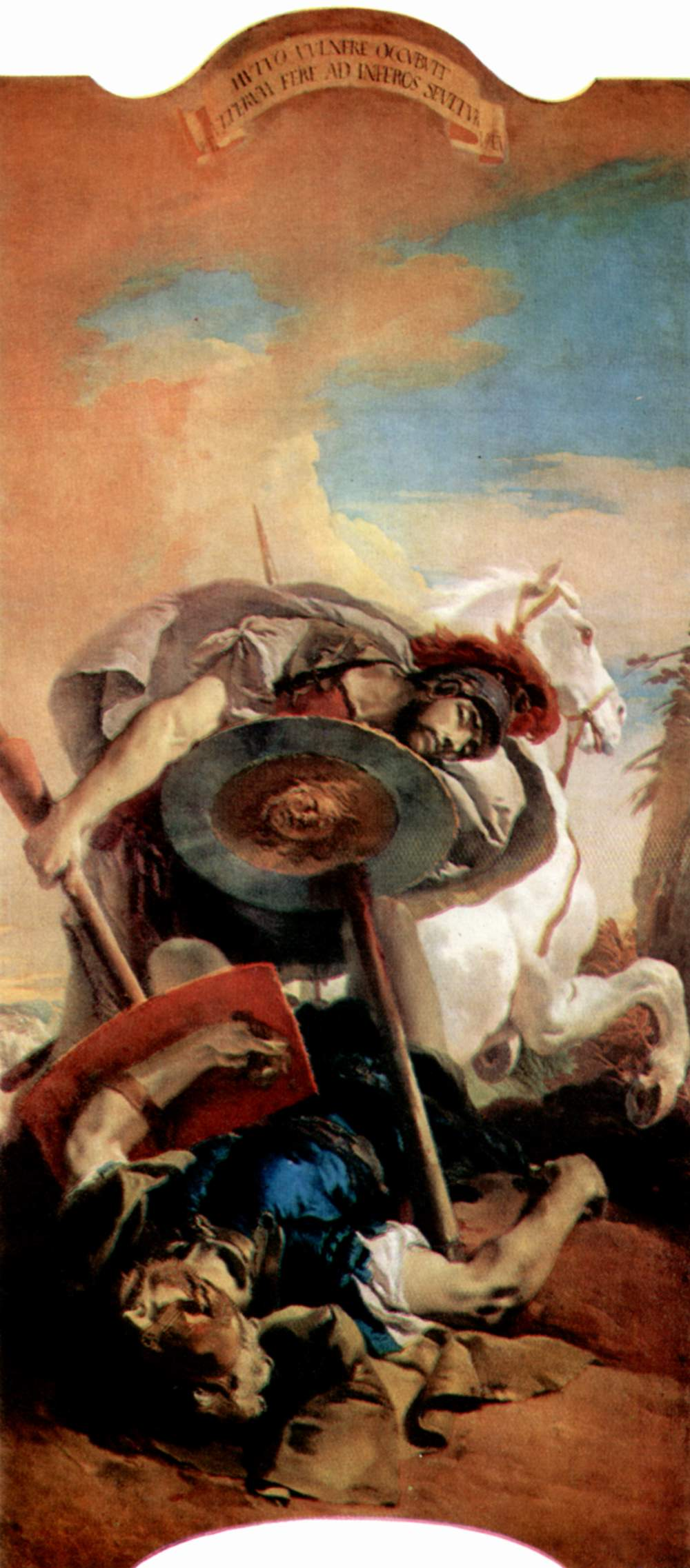
Eteokles och Polyneikes, av Giovanni Battista Tiepolo

 Polyneikes  var i grekisk mytologi son till  kung Oidipus och Iokaste i Thebe samt yngre broder till Eteokles. Han gifte sig med Adrastos dotter Argeia och tillsammans fick de sonen Thersandros.
Då Oidipus landsförvisats skulle hans söner dela på makten över staden. De råkade dock i tvist och Polyneikes tvangs också han i landsflykt vilket gav upphov till "de sju hjältarnas" fälttåg mot Thebe. I striderna som följde dödades både han och Eteokles i tvekamp med varandra. Därpå deklarerade deras morbror Kreon att Polyneikes kropp inte fick begravas vilket ledde till konflikten mellan honom och Antigone.